# Agustín Canapino
Agustín Hugo Canapino (Arrecifes, 19 de janeiro de 1990) é um automobilista argentino. Atualmente compete na IndyCar Series pela equipe Juncos Hollinger Racing.

## Carreira

### Destaque no automobilismo argentino
Filho de Alberto Canapino (um dos mais famosos mecânicos de automobilismo da Argentina, falecido em 2021 em decorrência de Covid-19), iniciou a carreira automobilística em 2005, disputando a Copa Mégane até 2007, quando conquistou seu primeiro título aos 17 anos.
Seria nas categorias de turismo que El Titán de Arrecifes (um de seus apelidos) teve destaque, principalmente na Top Race V6, pela qual sagrou-se heptacampeão, e na Turismo Carretera, pela qual conquistou um tetracampeonato - em 2010, tornou-se o piloto mais jovem a vencer a categoria, aos 20 anos, 10 meses e 9 dias.
Ele ainda recebeu o prêmio Olimpia de Oro em 2018, sendo o segundo automobilista a obter a honraria (o primeiro havia sido Juan Manuel Fangio, em 1954), além de 2 Olimpias de Plata.

## Experiências em Daytona e na Stock Car Brasil
Entre 2018 e 2019, Canapino participou de 3 provas da Stock Car Brasil (atual Stock Car Pro Series), tendo uma 11ª posição na etapa de Santa Cruz do Sul como melhor resultado. Ainda em 2019, foi inscrito para as 24 Horas de Daytona com um Cadillac DPi-V.R da Juncos Racing, juntamente com os norte-americanos Kyle Kaiser e Will Owen e o austríaco René Binder. O quarteto ficou em 8º lugar na classe DPi e em 29º na classificação geral. No mesmo ano disputou as 12 Horas de Sebring.

## Primeira experiência em monopostos
Em outubro de 2022, a Juncos Hollinger Racing anunciou que Canapino faria 2 demonstrações com um carro da equipe na Argentina, nos autódromos Oscar Alfredo Gálvez e Termas de Río Hondo, além de participar dos testes coletivos da IndyCar Series no circuito de Sebring.
Em janeiro de 2023, o argentino foi anunciado para ser companheiro de equipe do britânico Callum Ilott na Juncos, tornando-se o primeiro piloto de seu país a correr na categoria (contabilizando IRL e Champ Car) desde Gastón Mazzacane, que havia feito 10 corridas em 2004, pela equipe Dale Coyne.

## Galeria de imagens

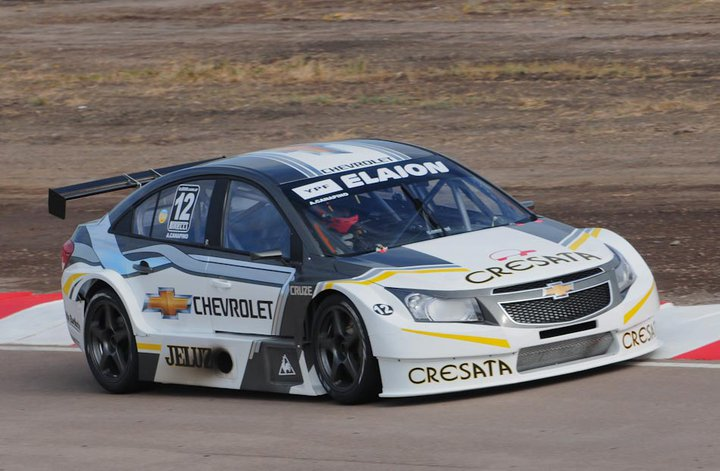
Chevrolet Cruze que Canapino pilotou em 2011.
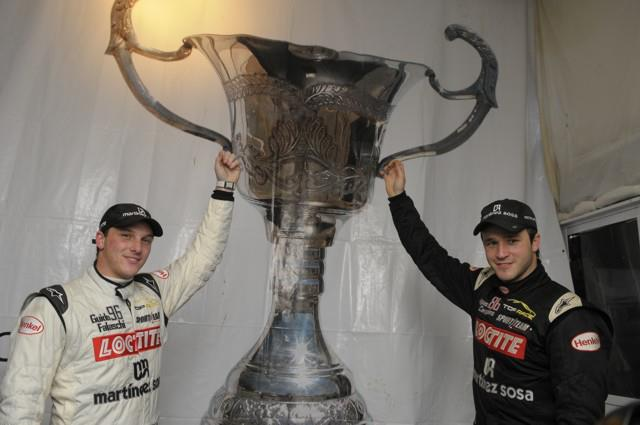
Ao lado de Guido Falaschi, comemorando o título da Top Race em 2010.
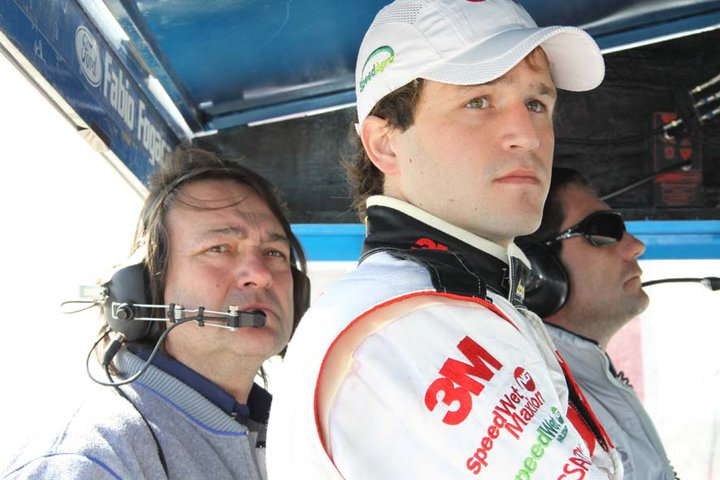
Em 2010, ao lado de seu pai Alberto, falecido em 2021.

## Links
- Site oficial de Agustín Canapino